# Analyseur différentiel

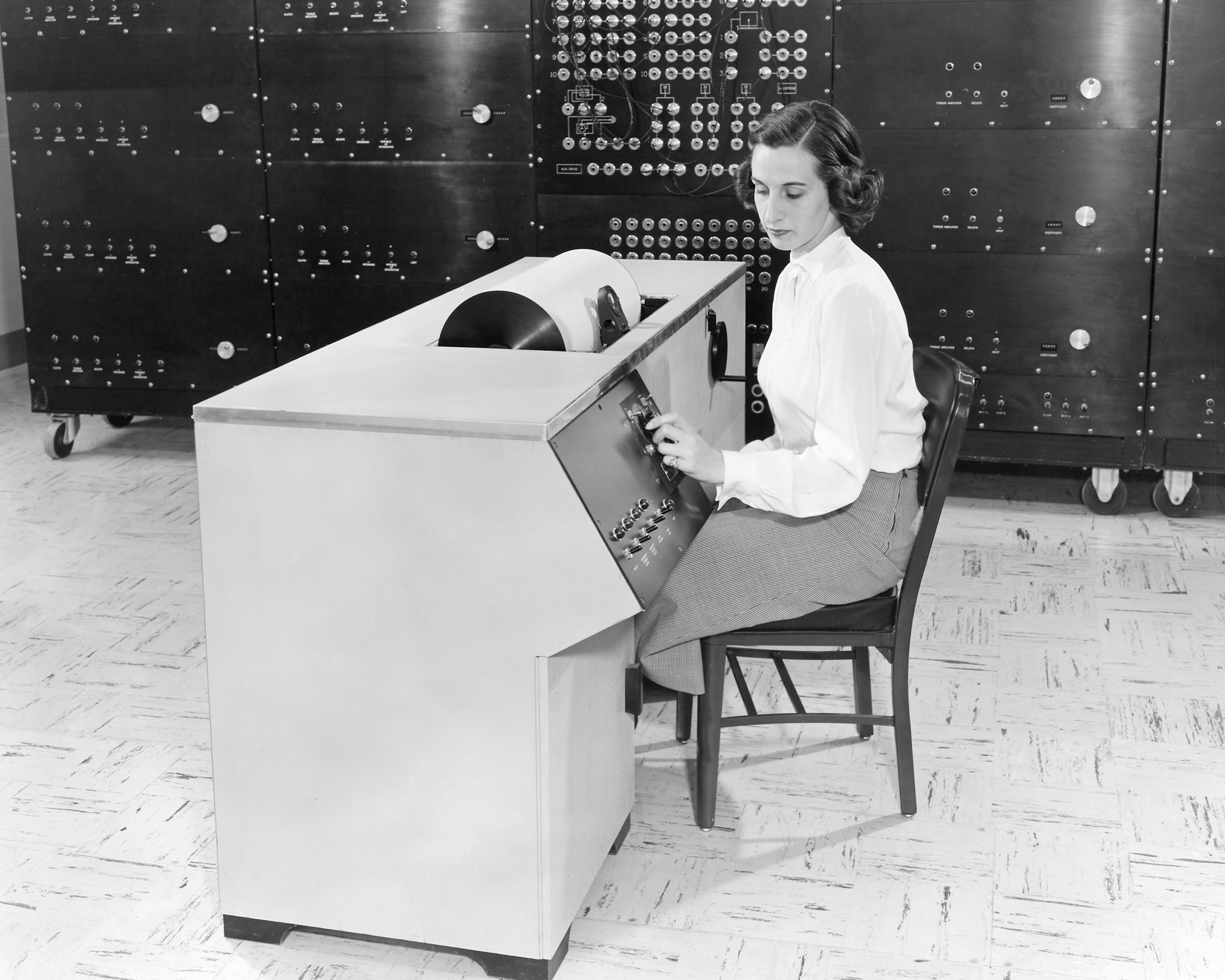
Un analyseur différentiel au NACA Lewis Flight Propulsion Laboratory en 1951

Un analyseur différentiel était un calculateur analogique conçu pour résoudre des équations différentielles par intégration, en utilisant des systèmes de roues et de volants. Il a été l'un des premiers appareils de calcul évolué à être utilisé de façon opérationnelle.

## Développement historique
La première description d'une machine à intégrer les équations différentielles d'ordre quelconque est celle publiée en 1876 par James Thomson. Depuis le début de la révolution industrielle, divers intégraphes avaient bien été imaginés en France, tels ceux de Hachette (planimètre), de Peaucellier ou de Coriolis (1836), mais ils étaient limités aux équations différentielles du premier ordre. L'une des premières applications pratiques des idées de Thomson fut la machine à prévoir les marées de Kelvin (1872-3), puis le système de conduite de tir électromécanique pour l'artillerie navale mis au point par Arthur Pollen (1912).
En 1913, le mathématicien italien Ernesto Pascal a écrit un traité sur les intégraphes (intégrateurs mécaniques). Ces travaux sont mentionnés dans le livre de Maurice d'Ocagne sur la nomographie. La première version utilisable de l'analyseur différentiel de Thomson a été construite par H. W. Nieman et Vannevar Bush et mise en route en 1927 au Massachusetts Institute of Technology. Ils ont publié un rapport complet sur leur appareil en 1931.

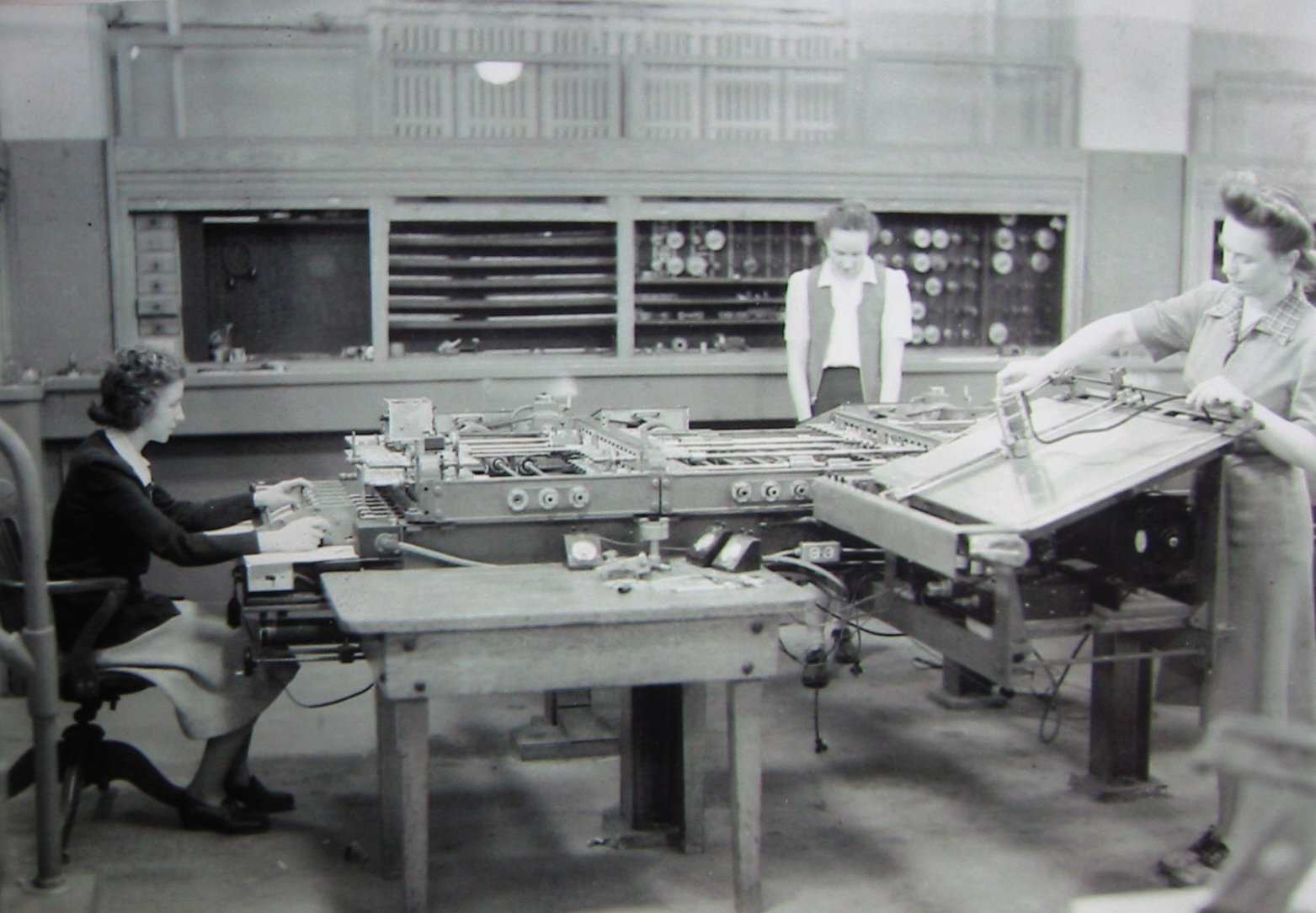
Kay McNulty, Alyse Snyder, et Sis Stump utilisant l'analyseur numérique dans les sous-sols de la Moore School of Electrical Engineering à l'Université de Pennsylvanie en Philadelphie, vers 1942-1945.

Douglas Hartree de l'Université de Manchester ramena les plans en Angleterre, où il construisit son premier modèle (avec son étudiant, Arthur Porter) en 1934. Sur les cinq années qui suivirent, trois modèles supplémentaires furent créés, à l'Université de Cambridge, à l'Université Queen's de Belfast, et au Royal Aircraft Establishment à Farnborough. Aux États-Unis, différents analyseurs furent construits à la base aérienne Wright-Patterson et dans les sous-sols de la Moore School of Electrical Engineering à l'Université de Pennsylvanie au début des années 1940; ce dernier était utilisé systématiquement pour la réalisation des tables de tir d'artillerie avant l'invention de l'ENIAC, qui, à bien des égards, fut inspiré de l'analyseur différentiel. Un autre analyseur fut construit quelques années plus tard à l'Université de Toronto, mais il n'aurait été que peu utilisé avec l'arrivée de l'UTEC. Des analyseurs différentiels électroniques (utilisant des tubes à vide) ont été construits au milieu des années 1940.

## Applications
Les analyseurs différentiels ont été utilisés pour le développement de la bombe rebondissante, destinée à éventrer les barrages hydro-électriques allemands pendant la Seconde Guerre mondiale. Les analyseurs différentiels ont aussi été utilisés dans les calculs d'érosion régressive par les services fluviaux. L'analyseur différentiel est tombé en désuétude avec l'arrivée des ordinateurs électroniques analogiques et par la suite des ordinateurs numériques.
Plus récemment, la construction d'analyseurs différentiels à partir de pièces de Meccano est devenue un projet populaire pour les passionnés de Meccano.

## Culture populaire
Un analyseur différentiel est montré en opération dans le film de 1950 Destination... Lune ! (Destination Moon), dans Le Choc des mondes (1951), et dans le film de 1956 Les soucoupes volantes attaquent.